# Aeroportul Rabi
Aeroportul Rabi (IATA: RBI, ICAO: NFFR) este un aeroport din Fiji.
aeroportul dispune de o singură pistă.